# Ferdinand Deppe

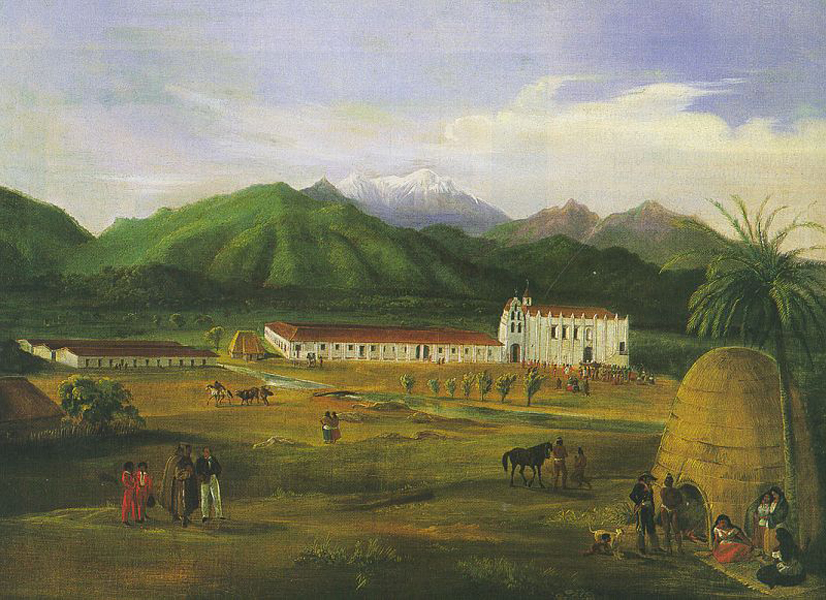
Ferdinand Deppe: San Gabriel Mission, 1832

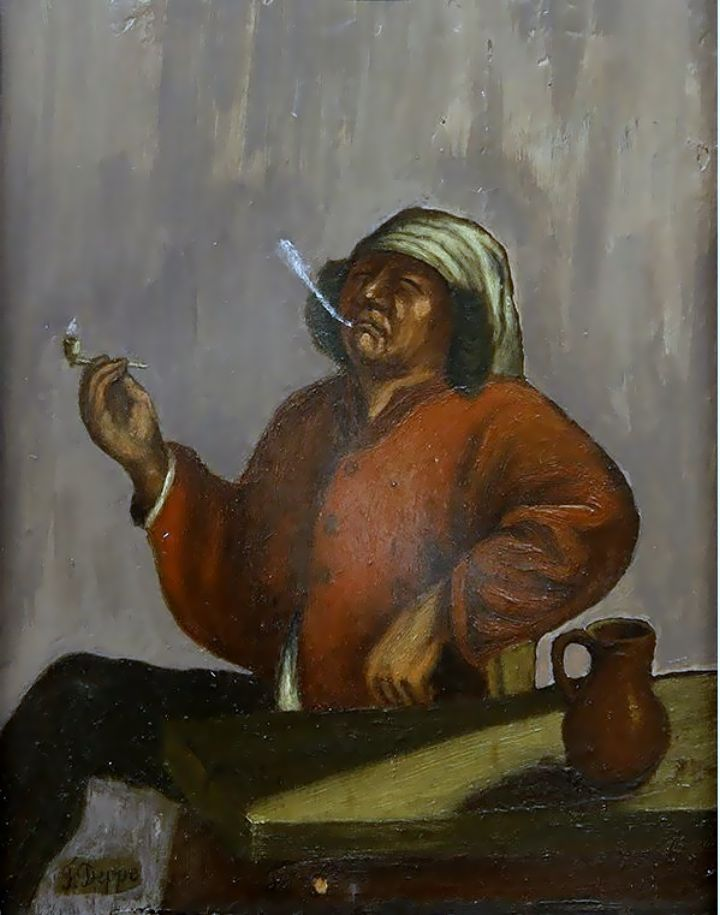
Ferdinand Deppe: Porträt eines rauchenden Mannes

Paul Ferdinand Deppe meist nur Ferdinand Deppe (* 20. Oktober 1795 in Berlin; † 3. Februar 1861 in Charlottenburg) war ein preußischer, deutscher Kunstgärtner, Naturforscher, Sammler, Händler und Maler. Er ist der Entdecker des Krausschwanzmoho. Sein offizielles botanisches Autorenkürzel lautet „Deppe“.

## Werdegang
Deppe wurde am 8. November 1795 in der französischen Kirche von Berlin getauft. Sein Vater Ferdinand Erneste Pierre Deppe, ein Händler, stammte aus Leistenau in Westpreußen. Seine Mutter Magdelaine Fréderique geb. Houfselle stammte aus Königsberg.
Für seine Teilnahme an den Befreiungskriegen 1813–1815 wurde er mit dem Eisernen Kreuz 2. Klasse ausgezeichnet. 
Danach setzte er seine Ausbildung in den Gärten von Graz, Wien, Kassel und München fort, um anschließend seine gärtnerische Tätigkeit in Berlin fortzuführen. 
Ab 1825 nahm er an einer Forschungsreise nach Mexiko teil. Sein jüngerer Bruder Pierre Guillaume Deppe war im Berliner Zoologischen Museum (heute Museum für Naturkunde) als Rendant tätig. Er war es auch, der 1830 Preis-Verzeichnis der Säugethiere, Vogel, Amphibien, Fische und Krebse, welche von den Herren Deppe und Schiede in Mexico gesammelt worden, und bei dem unterzeichneten Bevollmächtigten in Berlin gegen baare Zahlung in Preuss. Courant zu erhalten sind publizierte. Dieses Werk enthielt auch einige für die Wissenschaft neue Vogelarten wie z. B. den Trauerstärling.
Als Jakob Wilhelm Karl von Witzleben 1837 verstarb, kauft Ferdinand Deppe sein Anwesen, das an den Lietzensee grenzte. Zu Ehren des Verstorbenen nannte er es Witzleben, ein Name, der heute noch eine S-Bahn-Station in Berlin-Charlottenburg ziert. Zusammen mit dem Kunst- und Handelsgärtner und Feuerversicherungsdirektor Heinrich Ohse betrieb er bis 15. September 1844 eine Handelsgärtnerei. Nach dem Ausstieg Ohses führte er diese alleine weiter.

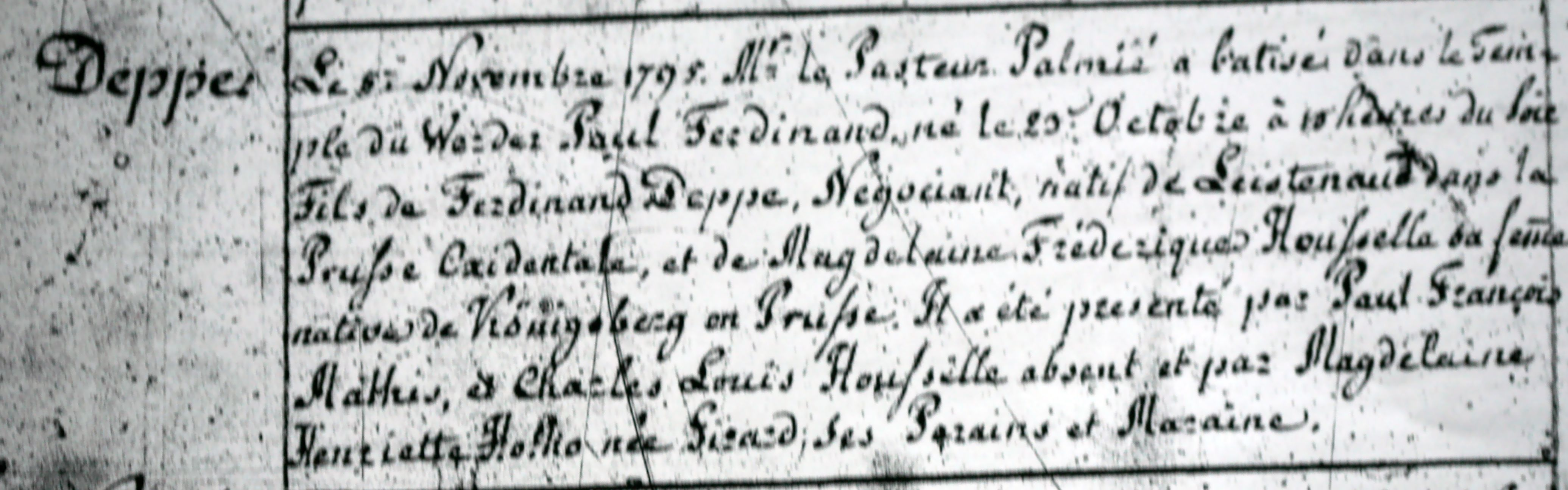
Eintrag seiner Taufe im Taufbuch der Französischen Kirche in Berlin
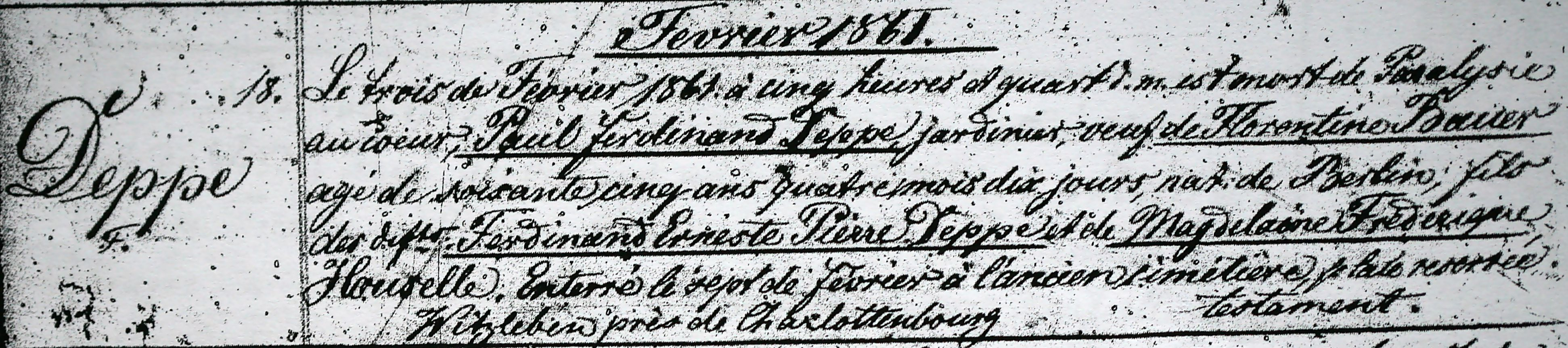
Eintrag seines Todes im Bestattungsbuch der Französischen Kirche in Berlin
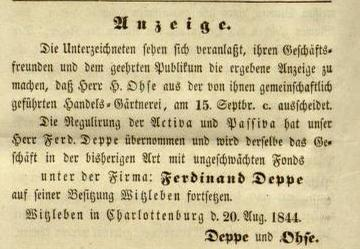
Anzeige Ausscheiden Ohses aus der gemeinsamen Handelsgärtnerei
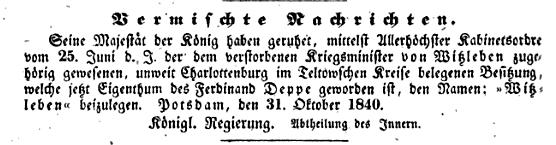
Anzeige Umbenennung des Anwesens auf den Namen Witzleben
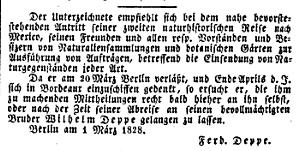
Anzeige Ferdinand Deppe in der Allgemeine Zeitung (München) mit Vollmacht für seinen Bruder Wilhelm Deppe

## Expeditionen

### Expeditionsteilnehmer
Die Expedition nach Mittelamerika bestand aus dem Baron Sebastian Albert von Sack, Initiator und Finanzier der Expedition und (Förderer u. a. von Wilhelm Müller), seinem Diener (der nach der Ankunft in Mittelamerika an Gelbfieber) verstarb, dem Mitarbeiter des Zoologischen Museums Berlin Häberlein, der vorab nach Kolumbien reiste, und Deppe. Baron von Sack beabsichtigte bis Oktober 1825 in Mexiko (Stadt) zu bleiben und von dort aus Guatemala, Nicaragua (Cartegena) und ab dem ersten Quartal 1826 Kolumbien, Chile und Peru zu erforschen.

### Expedition nach Mexiko
Deppe, der auf Initiative des Finanziers der Expedition, Baron von Sack, teilnahm, brach im Oktober 1824 von England über Jamaika nach Mexiko auf und traf Mitte November 1824 in Alvarado (Mexiko), ein. Deppes Forschungsreise begann Mitte Dezember 1824 und endete mit der Verschiffung des Großteils der Sammlung nach Deutschland und seiner Abreise aus Mexiko im März/April 1827 sowie seiner Weiterreise nach Kalifornien.
Deppe verfasste Reiseberichte, wovon der letzte im Januar 1827 bei Martin Lichtenstein in Berlin eintraf.
Von 1828 bis einschließlich 1830 erforschte er mit Christian Julius Wilhelm Schiede u. a. den Bundesstaat Veracruz, da beide beabsichtigten, mit den Funden zu handeln. Diederich Franz Leonhard von Schlechtendal beschrieb Pflanzen aus deren Sammlungen. Kurz vor Ende der Expedition entdeckte er zwischen dem 1. und 3. September 1826 zwischen Tehuacán und Teotepec unbekannte Nachtschatten-Arten und Kakteen.
Teile seiner Sammlung wurden an das Zoologische Museum in Berlin verschickt und dort bearbeitet.
1828 entstand auch eine Skizze Deppes der San Gabriel Mission (Kalifornien), die er 1832 in ein Ölgemälde auf Leinwand umsetzte. Es ist das erste Gemälde, das von den zahlreichen kalifornischen Missionen entstand und befindet sich heute im Bestand der Santa Barbara Mission Archive Library.

### Expedition nach Kalifornien
Internationale Bedeutung hat seine 1836 zusammengetragene Sammlung von Korbarbeiten der in Kalifornien lebenden Indianer, die sich im Ethnologischen Museum in Berlin befindet.

### Expedition nach Hawaii
1837 sammelte Deppe drei Exemplare des Krausschwanzmoho in den Hügeln auf der Insel Oʻahu, der letzte Nachweis des von John Gould im Jahre 1860 erstmals wissenschaftlich beschriebenen Vogels.

## Sammlung
Die von der Expedition zusammengetragenen zoologischen Sammlungsstücke befinden sich im Museum für Naturkunde in Berlin und wurden frühzeitig u. a. von William Swainson, Johann Georg Wagler, Charles Lucien Bonaparte, John Gould, Heinrich Gustav Reichenbach, Hermann Schlegel und Philip Lutley Sclater gesichtet. Sein Herbarium ging nach seinem Tod an das Smithsonian Institution.

## Dedikationsnamen

### Vögel
Adriaan Joseph van Rossem nannte 1934 eine Unterart des Blaumückenfänger (Polioptila caerulea deppei) nach Deppe. Lionel Walter Rothschild, 2. Baron Rothschild verwendete 1905 Psittirostra psittacea deppei, ein Name der heute als Synonym für die Nominatform des  Gelbkopf-Kleidervogels steht. Der Name Tringa Deppii den sein Bruder in seinem Preis-Verzeichniss verwendete, gilt heute als Synonym für den Bairdstrandläufer (Calidris bairdii) (Coues, 1861).

### Reptilien
Arend Friedrich August Wiegmann nannte 1828 Baumschleichenart Abronia deppii und 1834 eine Schienenechsenart Aspidoscelis deppii. André Marie Constant Duméril widmete ihm 1853 die zu den Eigentlichen Nattern gehörende Art Pituophis deppei, 1883 Marie Firmin Bocourt die ebenfalls zu den Eigentlichen Nattern gehörende Art Tantilla deppei.

### Säugetiere
1863 beschrieb der damalige Direktor des Berliner Museums, Wilhelm Peters unter anderem das Deppes Hörnchen (Sciurus deppei).

### Fische
Johann Jakob Heckel nannte 1840 eine Herichthysart Herichthys deppii.

### Pflanzen
Gleich zwei Pflanzengattungen sind mit seinem Namen verbunden. So nannten Diederich Franz Leonhard von Schlechtendal und Adelbert von Chamisso 1830 eine Gattung der Rötegewächse Deppea. Im folgenden Artikel nannten sie dann eine Mannstreuart Eryngium deppeanum. Im Jahr 2012 spalteten Attila Lajos Borhidi und Szilvia Stranczinger dann von Deppea einige Arten ab und nannten die neue Gattung Deppeopsis.
Ernst Gottlieb von Steudel nannte 1841 den Alligator-Wacholder (Juniperus deppeana), und Tillandsia deppeana  ein Synonym für die Vrieseaart Vriesea rubra nach ihm. George Loddiges nannte 1828 das Glücksklee Oxalis deppei und 1830 die Orchideenart Lycaste deppei. Dieser lieferte auch die Tafeln zu den Beschreibung. Pierre Edmond Boissier nannte 1860 eine Wolfsmilchart Euphorbia deppeana. Acalypha deppeana ein Name den von Schlechtendal 1832 verwendete, wird heute als Synonym für Acalypha schiedeana aus der Familie der Wolfsmilchgewächse betrachtet. Die von Karl Johann August Müller 1854 benannte Art Vittaria deppeana ist heute ein Synonym für Vittaria lineata. Christian Friedrich Lessing nannte 1832 Vernonia deppeana, ein Synonym für die Scheinasternart Vernonia patens. Michel Félix Dunal nannte 1852 eine zu den Nachtschattengewächsen gehörende Art Solanum deppei. Joseph zu Salm-Reifferscheidt-Dyck nannte 1834 eine Cereus-Art Cereus deppei. Christian Gottfried Daniel Nees von Esenbeck nannte 1854 eine Süßgräserart Arundinella deppeana.

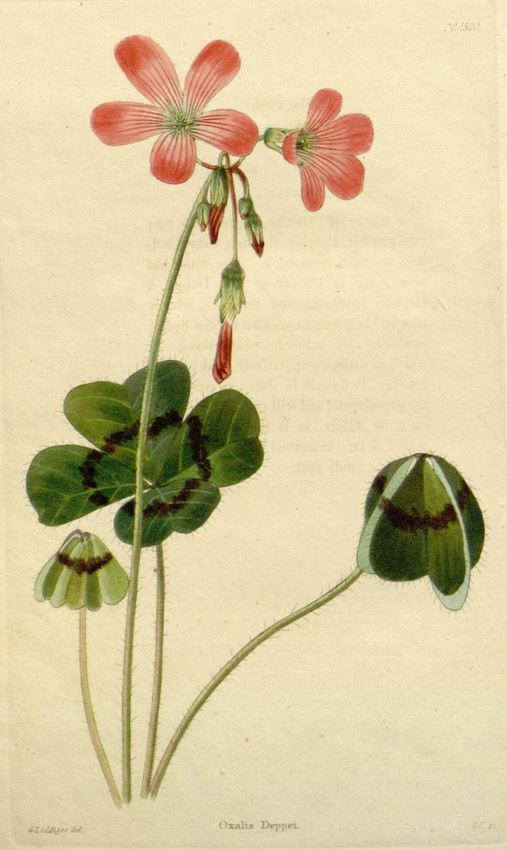
Oxalis deppei illustriert von George Loddiges
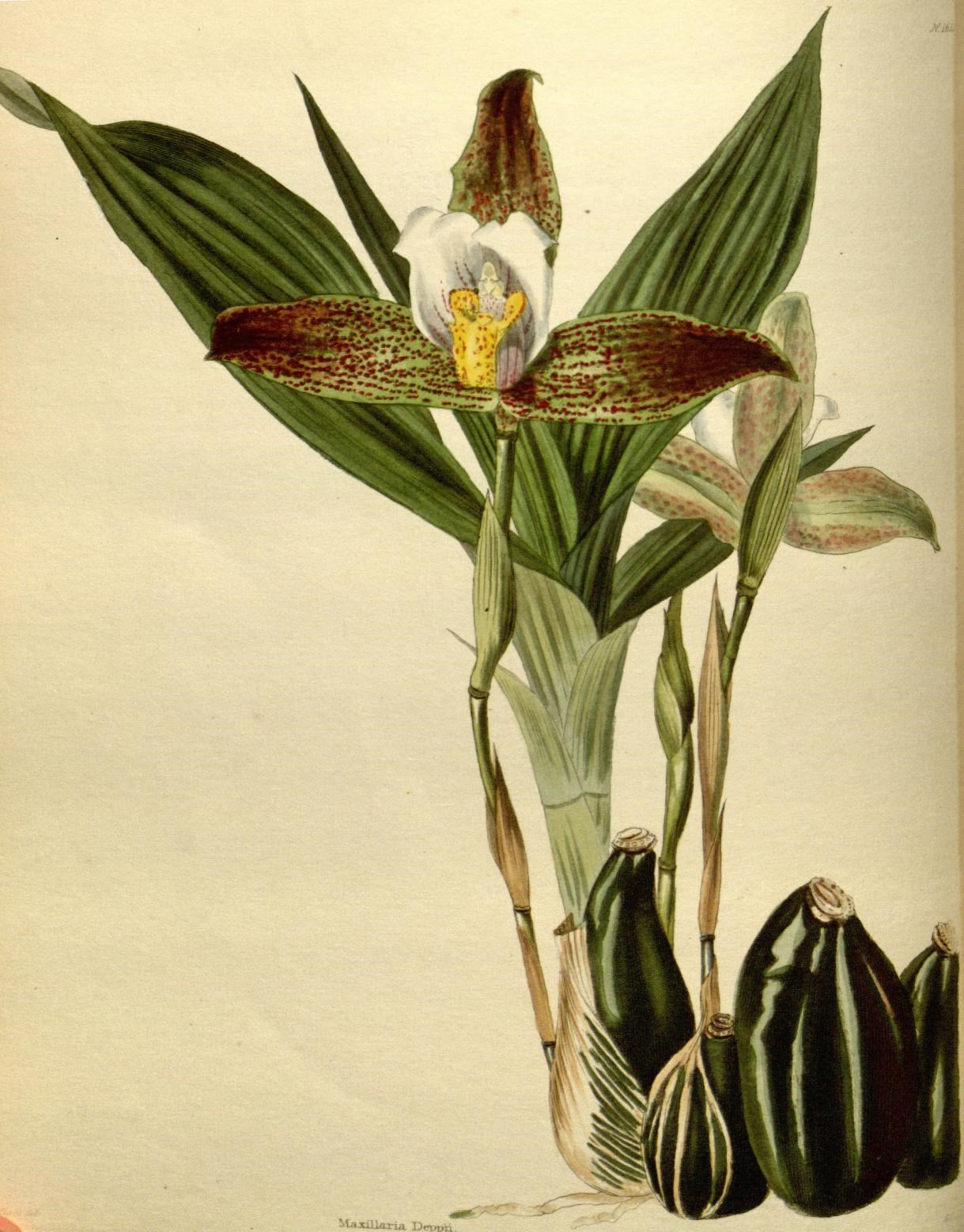
Lycaste deppei illustriert von George Loddiges
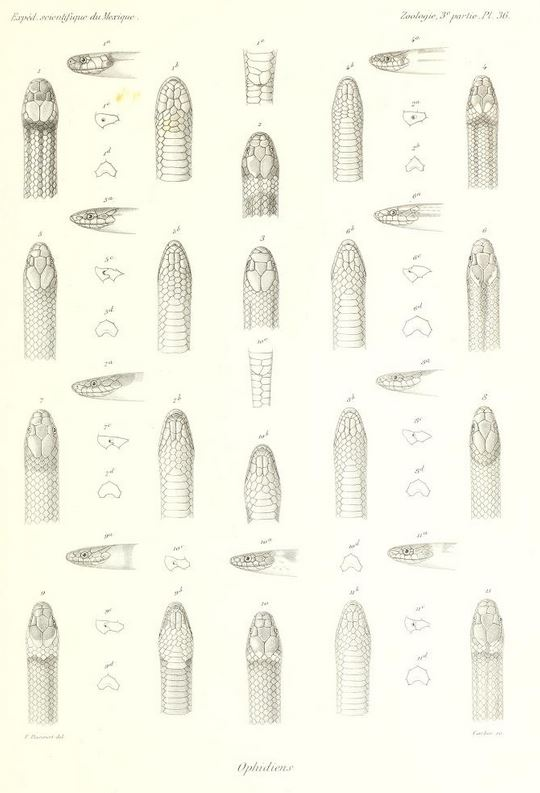
Tantilla deppei (Figuren 11 a,b, c, d) illustriert von Marie-Firmin Bocourt

## Werke (Auswahl)
- mit Christian Julius Wilhelm Schiede in George Don junior: Ipomoea jalapa in A general history of the dichlamydeous plants: comprising complete descriptions of the different orders together with the characters of the genera and species and an enumeration of the cultivated varieties their places and growth, time of flowering, mode to culture, and use in Medicine and domestic Economy, the scientific names accentuated, their etymologies explained, and the class and orders illustrated by engravings and preceded by instructions to the Linnean and Natural Systems, and a glossary of the terms used the whole arranged according to the natural system. 4 (corolliflorae). J.G. and F. Rivington, London 1838, S. 271 (biodiversitylibrary.org).
- Ferdinand Deppe in Wilhelm Gerhard Walpers: Penstemon connatus in Aufzählung der bis jetzt bekannten Arten der Gattung Pentstemon, nebst Beschreibung einer neuen. In: Allgemeine Gartenzeitung. Band 12, 1844, S. 272–277 (biodiversitylibrary.org).
- Ferdinand Deppe: Verzeichniss der Topf- und Land-Rosen von Ferdinand Deppe auf Witzleben in Charlottenburg bei Berlin. E. Haenel, Berlin (ca. 1846–1854).
- Ferdinand Deppe: Verzeichniss einer auserlesenen Sammlung der neuesten und allerneuesten Georginen oder Dahlien von Ferdinand Deppe auf Witzleben in Charlottenburg bei Berlin. E. Haenel, Berlin (ca. 1846–1854).